# Любовна афера
„Любовна афера“ (на английски: Love Affair) е американска романтична драма от 1994 година на режисьора Глен Гордън Карън, продуциран от Уорън Бийти, по сценарий на Робърт Таун и Бийти, базиран на сценария през 1939 г., написана от Робърт Таун и Бийти, по сюжета на Милдред Крам и Лео Маккери. Музиката е композирана от Енио Мориконе, а оператор е Конрад Л. Хол.
Във филма участват Бийти, Анет Бенинг, Катрин Хепбърн (в последната ѝ филмова роля), Гари Шандлинг, Клоуи Уеб, Пиърс Броснан, Кейт Капшоу, Пол Мазурски и Бренда Вакаро.

## Актьорски състав
| Актьор           | Роля                   |
| ---------------- | ---------------------- |
| Уорън Бийти      | Майк Гамбрил           |
| Анет Бенинг      | Тери Маккей            |
| Катрин Хепбърн   | Джини                  |
| Гари Шандлинг    | Кип Демай              |
| Клоуи Уеб        | Тина Уилсън            |
| Пиърс Броснан    | Кен Алън               |
| Кейт Капшоу      | Лин Уийвър             |
| Харолд Реймис    | Шелдън Блументал       |
| Кери Лауъл       | Марта                  |
| Рей Чарлс        | Себе си                |
| Линда Уолъм      | Лорейн                 |
| Силк Козарт      | Доктор Пънч            |
| Савелий Крамаров | Руски моряк-телефонист |

## В България
В България филмът е излъчен на нова телевизия с български субтитри.